# Кико (ураган)
Ураган Кико (англ. Kiko) — один из сильнейших тропических циклонов, ударивших по южной оконечности полуострова Калифорния за всю историю наблюдений. Одиннадцатый по счёту в сезоне тихоокеанских ураганов 1989 года, Кико сформировался 25 августа из мезомасштабной конвективной системы. Медленно двигаясь в северо-западном направлении, шторм быстро достиг уровня урагана к утру следующего дня. Его усиление продолжалось вплоть до 27 августа, на пике интенсивности скорость ветра составляла 120 миль/ч (195 км/ч). К этому времени шторм повернул на запад и в районе 6 часов (UTC) обрушился на южную оконечность штата Южная Нижняя Калифорния в районе Пунта-Арена. Позже, в этот же день, ураган ослаб до уровня тропического шторма, а затем 28 августа — до уровня тропической депрессии сразу же после выхода в Тихий океан. Депрессия сохранялась в течение следующего дня при продвижении на юг, пока не была поглощена ближайшим тропическим штормом Лорена. Хотя Кико обрушился на побережье как ураган третьей категории, его влияние было относительно небольшим. По данным средств массовой информации было разрушено 20 домов, а ряд дорог были затоплены проливными дождями.

## Метеорологические параметры

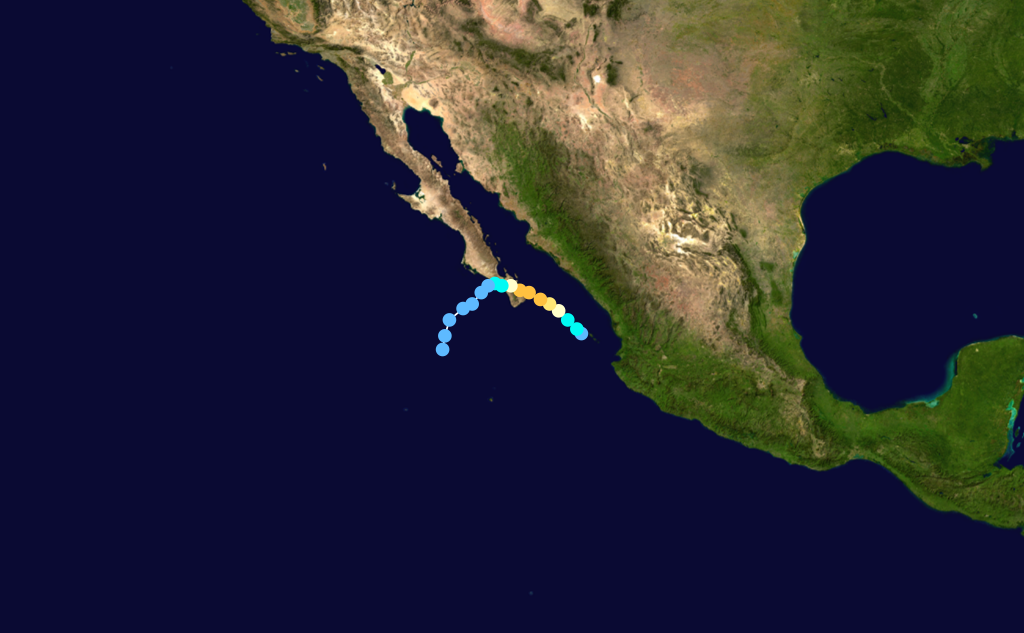
Карта пути и интенсивности циклона согласно шкале ураганов Саффира — Симпсона

В отличие от большинства других восточных тихоокеанских ураганов в период с 1988 по 1990 годы, которые начинались как тропические волны у западноафриканского побережья, ураган Кико развился из мезомасштабной конвективной системы 23 августа у берегов Соноры. Система медленно передвигалась на север в Калифорнийский залив, становясь всё более организованной. На следующий день для области низкого давления были характерны обильные осадки и грозовая активность. Однако, недостаточное количество отчётов препятствовали Национальному ураганному центру (NHC) сделать прогноз. По состоянию на 25 августа по расчётам интенсивности по технике Дворака на основе спутниковых данных область низкого давления превратилась в тропическую депрессию примерно в 12 часов (UTC), в то время как шторм был расположен примерно в 185 км к югу, юго-западу от Масатлане, Синалоа. В оперативном порядке система вместо объявления тропической депрессией была классифицирована как тропический шторм со скоростью ветра 65 км/ч, получив название Кико. Располагаясь в районе со слабым господствующим течением и с достаточно высокой температурой поверхностных вод, шторм имел все условия для быстрой активизации, даже несмотря на близость к континенту. Предполагался дрейф в северо-западном направлении, и Национальный ураганный центр прогнозировал, что шторм достигнет уровня урагана в течение 24 часов.
Конвективные полосчатые структуры начали развиваться в конце дня 25 августа, в то время как скорость ветра в центре достигла 85 км/ч. С развитием антициклона над штормом отток Кико становится всё более выраженным. Около 6 часов (UTC) 26 августа глаз шторма, появившийся в результате небольшой циркуляции, предполагал включение циклона в 1-ю категорию согласно шкале ураганов Саффира — Симпсона. Однако, оценка интенсивности по спутниковым данным показала скорость ветра всего лишь 65 км/ч. Но вскоре после этого категория Кико была повышена до 2-й при скорости ветра 155 км/ч. Корабли, находящиеся в непосредственной близости от урагана, сообщили о штормовом ветре, распространяющемся за 85 км от центра циклона. Впоследствии скорость ветра в области глаза бури возросла до 185 км/ч, предполагая 3-ю категорию классификации урагана. Усиление продолжалось ещё в течение шести часов вплоть до начала суток 27 августа, к этому моменту циклон достиг пика интенсивности при скорости ветра 195 км/ч и минимальном давлении 955 мбар (гПА; 716 мм рт. ст.).
Ориентировочная оценка пиковой интенсивности по Двораку достигла T(6,0), что эквивалентно 4-й категории ураганов со скоростью ветра 215 км/ч. Барическая ложбина, расположенная к северу от урагана, начала слабеть, в результате чего буря сместилась в западном направлении. Кико немного ослаб, прежде чем подойти к берегу в близости от Пунта-Арена, южная оконечность Нижней Калифорнии, а скорость ветра составила 185 км/ч. Таким образом, Кико был вторым обрушившимся на побережье залива в Нижней Калифорнии сильным ураганом за всё время метеорологических наблюдений с 1949 года, первым был ураган Оливия 1967 года. Из-за небольшого размера и медленного движения циклона Кико быстро ослаб, став тропическим штормом к 18 часам (UTC) 27 августа. Конвективные потоки, связанные с бурей, значительно уменьшились, центр циркуляции лишился грозовой активности в первой половине суток 28 августа. Вскоре после выхода в Тихий океан Кико ослаб до тропической депрессии и повернул на юго-запад из-за взаимодействия с близрасположенным тропическим штормом Лорена. Тропическая депрессия Кико рассеялась к 18 часам (UTC) 29 августа. Остатки депрессии продолжили движение на юг, пока не были поглощены Лореной.

## Подготовка к урагану и его воздействие
Приблизительно в 21 час (UTC) 25 августа мексиканские власти выпустили предупреждение об урагане для островов Лас-Трес-Мариас и для территорий, расположенных между южной границей Соноры и Эль-Дорадо. Оповещение об урагане также было выпущено для районов между Лос-Буррос и южной оконечностью штата Южная Нижняя Калифорния вдоль Калифорнийского залива. К 9 часам (UTC) следующего дня оповещение было повышено до предупреждения. Через три часа оповещение для Соноры было отменено, так как подход Кико к берегу в этой части страны больше не прогнозировался. Предупреждение об урагане в Нижней Калифорнии было расширено на север до Байи Консепсьон. Из-за неопределённости в траектории движения Кико, оповещение было переиздано для Соноры между Эль-Дорадо и Лос-Мочис. Около 9 часов (UTC) 27 августа предупреждение об урагане коснулось районов к югу от Сан-Карлоса на тихоокеанском побережье Нижней Калифорнии, при этом прекратилось оповещение для Соноры. К 18 часам (UTC) предупреждение на побережье Нижней Калифорнии было заменено тропическим штормовым предупреждением, которое было объявлено в районах между южной оконечностью полуострова и Байя Консепсьон. В это время предупреждение об урагане на тихоокеанском побережье было пересмотрено до тропического штормового предупреждения. В первой половине суток 28 августа все оповещения и предупреждения были сняты, так как Кико ослаб до уровня тропической депрессии и ушёл в сторону океана.
В Нижней Южной Калифорнии более 1300 человек были эвакуированы в убежища в Ла-Пасе. Прибывающие или отправляющиеся рейсы были отменены или направлены в другие аэропорты. Движение Красного креста подготовило убежища в школах, больницах и в других общественных зданиях по всему городу. На островах Лас-Трес-Мариас неподтверждённый доклад об устойчивом ветре со скоростью 87 км/ч был передан в Национальный центр ураганов. Из-за небольшого размера урагана только в районах, расположенных на непосредственной траектории его движения, выпали осадки, однако, муссонная внешняя полоса восточной стороны шторма вызвала обильные осадки на западе Мексики. В Соноре 180 мм осадков выпало в горных районах, в то время как в большинстве других мест выпало не более 25 мм. В Нижней Калифорнии сильный ливень принёс 304 мм осадков в районе Лос-Кабоса. Но лишь по малой части полуострова выпало более 250 мм осадков. По крайней мере, 1000 человек были эвакуированы из областей с наиболее серьёзными повреждениями. По данным прессы более 20 домов были разрушены ураганом Кико. Сильный ветер с порывами до 175 км/ч обрушил линии электропередач и многочисленные деревья.
Перед тем, как глаз бури оказался над континентальной частью, аэропорт вблизи Кабо-Сан-Лукас сообщил об устойчивом ветре со скоростью 76 км/ч с порывами до 101 км/ч. Метеорологические сводки в береговой зоне были недоступны ввиду того, что малонаселённые области не были охвачены системой наблюдения за погодой. От Ла-Паса до Кабо-Сан-Лукаса были отключены электроэнергия и водоснабжение. Обильные осадки затопили ряд дорог, из-за образовавшихся потоков воды был опрокинут автобус. Пассажирам автобуса удалось избежать травм и они были отведены в укрытие местным отделом пожарной охраны. Под воздействием шторма был размыт участок дороги длиной 91 м на шоссе Сан-Антонио — Сан-Бартоло. На курорте Ранчо-Леонеро и Буэна-Виста получили повреждения крыши и пришвартованные у берега лодки. Через несколько дней после рассеивания Кико остатки шторма способствовали созданию сложных погодных условий, которые стали результатом проливных дождей в штате Канзас, США, по некоторым данным количество осадков в локализованных областях составило 410 мм.